# Marele Premiu al Arabiei Saudite din 2023
Marele Premiu al Arabiei Saudite din 2023 (cunoscut oficial ca Formula 1 STC Saudi Arabian Grand Prix 2023) a fost o cursă auto de Formula 1 ce s-a desfășurat pe 19 martie 2023 pe Circuitul Djedda Corniche din Djedda, Arabia Saudită. Cursa a fost cea de-a doua etapă a Campionatului Mondial de Formula 1 al FIA din 2023, fiind pentru a treia oară când această cursă a avut loc în Arabia Saudită.
Pole sitter-ul Sergio Pérez a obținut a cincea sa victorie din carieră, fiind urmat de coechipierul său, Max Verstappen, pe locul 2, acesta plecând de pe locul 15 pe grilă. Podiumul a fost completat de Fernando Alonso de la Aston Martin Aramco, obținând astfel cel de-al 100-lea podium din cariera sa.

## Context
Furnizorul de anvelope Pirelli a adus compușii de anvelope C2, C3 și C4 (denumiți duri, medii și, respectiv, moi) pentru ca echipele să le folosească la eveniment.
Virajele 22 și 23 au fost strânse, iar pereții au fost mutați mai în spate la mai multe viraje, din cauza problemelor de siguranță legate de virajele rapide și oarbe. De asemenea, vibratoarele au fost modificate pentru a îmbunătăți siguranța. În plus, al treilea punct de detectare DRS a fost deplasat mai în față, fiind poziționat la ieșirea din virajul 27. Ca urmare, al treilea punct de activare DRS a fost mutat mai departe, fiind poziționat la 240 de metri după virajul 27. Modificările asupra zonelor DRS au fost create ca răspuns la tacticile periculoase folosite la edițiile anterioare ale Marelui Premiu, în care piloții frânau neregulat pentru virajul 27, pentru a rămâne în urmă opoziției și a câștiga avantajul DRS.

## Calificări
Calificările au avut loc pe 18 martie 2023 începând cu ora locală 20:00 (UTC+3), ora 19:00 ora României.
| Poz.                  | Nr. | Pilot            | Constructor                  | Timpi calificări | Timpi calificări | Timpi calificări | Grila finală |
| Poz.                  | Nr. | Pilot            | Constructor                  | Q1               | Q2               | Q3               | Grila finală |
| --------------------- | --- | ---------------- | ---------------------------- | ---------------- | ---------------- | ---------------- | ------------ |
| 1                     | 11  | Sergio Pérez     | Red Bull Racing-Honda RBPT   | 1:29,244         | 1:28,635         | 1:28,265         | 1            |
| 2                     | 16  | Charles Leclerc  | Ferrari                      | 1:29,376         | 1:28,903         | 1:28,420         | 12           |
| 3                     | 14  | Fernando Alonso  | Aston Martin Aramco-Mercedes | 1:29,298         | 1:28,757         | 1:28,730         | 2            |
| 4                     | 63  | George Russell   | Mercedes                     | 1:29,592         | 1:29,132         | 1:28,857         | 3            |
| 5                     | 55  | Carlos Sainz Jr. | Ferrari                      | 1:29,411         | 1:28,957         | 1:28,931         | 4            |
| 6                     | 18  | Lance Stroll     | Aston Martin Aramco-Mercedes | 1:29,335         | 1:28,962         | 1:28,945         | 5            |
| 7                     | 31  | Esteban Ocon     | Alpine-Renault               | 1:29,707         | 1:29,255         | 1:29,078         | 6            |
| 8                     | 44  | Lewis Hamilton   | Mercedes                     | 1:29,689         | 1:29,374         | 1:29,223         | 7            |
| 9                     | 81  | Oscar Piastri    | McLaren-Mercedes             | 1:29,706         | 1:29,378         | 1:29,243         | 8            |
| 10                    | 10  | Pierre Gasly     | Alpine-Renault               | 1:29,890         | 1:29,411         | 1:29,357         | 9            |
| 11                    | 27  | Nico Hülkenberg  | Haas-Ferrari                 | 1:29,547         | 1:29,451         | N/A              | 10           |
| 12                    | 24  | Zhou Guanyu      | Alfa Romeo-Ferrari           | 1:29,654         | 1:29,461         | N/A              | 11           |
| 13                    | 20  | Kevin Magnussen  | Haas-Ferrari                 | 1:29,744         | 1:29,634         | N/A              | 13           |
| 14                    | 77  | Valtteri Bottas  | Alfa Romeo-Ferrari           | 1:29,929         | 1:29,668         | N/A              | 14           |
| 15                    | 1   | Max Verstappen   | Red Bull Racing-Honda RBPT   | 1:28,761         | 1:49,953         | N/A              | 15           |
| 16                    | 22  | Yuki Tsunoda     | AlphaTauri-Honda RBPT        | 1:29,939         | N/A              | N/A              | 16           |
| 17                    | 23  | Alexander Albon  | Williams-Mercedes            | 1:29,994         | N/A              | N/A              | 17           |
| 18                    | 21  | Nyck de Vries    | AlphaTauri-Honda RBPT        | 1:30,244         | N/A              | N/A              | 18           |
| 19                    | 4   | Lando Norris     | McLaren-Mercedes             | 1:30,447         | N/A              | N/A              | 19           |
| Regula 107%: 1:34,974 |     |                  |                              |                  |                  |                  |              |
| —                     | 2   | Logan Sargeant   | Williams-Mercedes            | 2:08,510         | N/A              | N/A              | 20           |
| Sursa:                |     |                  |                              |                  |                  |                  |              |

Note
- ^1 – Charles Leclerc a primit o penalizare de zece locuri la grilă pentru depășirea cotei sale de elemente electronice de control.[10]
- ^2 – Logan Sargeant nu a stabilit un timp în limita cerinței de 107%. I s-a permis să concureze la discreția comisariilor de cursă.[9]

## Cursă
Cursa a avut loc pe 19 martie 2023 începând cu ora locală 20:00 (UTC+3), ora 19:00 ora României, fiind desfășurată pe parcursul a 50 de tururi.
| Poz.                                                                                 | Nr. | Pilot            | Constructor                  | Tururi | Timp/Retras | Grilă | Puncte |
| ------------------------------------------------------------------------------------ | --- | ---------------- | ---------------------------- | ------ | ----------- | ----- | ------ |
| 1                                                                                    | 11  | Sergio Pérez     | Red Bull Racing-Honda RBPT   | 50     | 1:21:14,894 | 1     | 25     |
| 2                                                                                    | 1   | Max Verstappen   | Red Bull Racing-Honda RBPT   | 50     | +5,355      | 15    | 19     |
| 3                                                                                    | 14  | Fernando Alonso  | Aston Martin Aramco-Mercedes | 50     | +20,728     | 2     | 15     |
| 4                                                                                    | 63  | George Russell   | Mercedes                     | 50     | +25,866     | 3     | 12     |
| 5                                                                                    | 44  | Lewis Hamilton   | Mercedes                     | 50     | +31,065     | 7     | 10     |
| 6                                                                                    | 55  | Carlos Sainz Jr. | Ferrari                      | 50     | +35,876     | 4     | 8      |
| 7                                                                                    | 16  | Charles Leclerc  | Ferrari                      | 50     | +43,162     | 12    | 6      |
| 8                                                                                    | 31  | Esteban Ocon     | Alpine-Renault               | 50     | +52,832     | 6     | 4      |
| 9                                                                                    | 10  | Pierre Gasly     | Alpine-Renault               | 50     | +54,747     | 9     | 2      |
| 10                                                                                   | 20  | Kevin Magnussen  | Haas-Ferrari                 | 50     | +1:04,826   | 13    | 1      |
| 11                                                                                   | 22  | Yuki Tsunoda     | AlphaTauri-Honda RBPT        | 50     | +1:07,494   | 16    |        |
| 12                                                                                   | 27  | Nico Hülkenberg  | Haas-Ferrari                 | 50     | +1:10,588   | 10    |        |
| 13                                                                                   | 24  | Zhou Guanyu      | Alfa Romeo-Ferrari           | 50     | +1:16,060   | 11    |        |
| 14                                                                                   | 21  | Nyck de Vries    | AlphaTauri-Honda RBPT        | 50     | +1:17,478   | 18    |        |
| 15                                                                                   | 81  | Oscar Piastri    | McLaren-Mercedes             | 50     | +1:25,021   | 8     |        |
| 16                                                                                   | 2   | Logan Sargeant   | Williams-Mercedes            | 50     | +1:26,293   | 20    |        |
| 17                                                                                   | 4   | Lando Norris     | McLaren-Mercedes             | 50     | +1:26,445   | 19    |        |
| 18                                                                                   | 77  | Valtteri Bottas  | Alfa Romeo-Ferrari           | 49     | +1 tur      | 14    |        |
| Ab                                                                                   | 23  | Alexander Albon  | Williams-Mercedes            | 27     | Frâne       | 17    |        |
| Ab                                                                                   | 18  | Lance Stroll     | Aston Martin Aramco-Mercedes | 16     | Motor       | 5     |        |
| Cel mai rapid tur: Max Verstappen (Red Bull Racing-Honda RBPT) – 1:31,906 (turul 50) |     |                  |                              |        |             |       |        |
| Sursa:                                                                               |     |                  |                              |        |             |       |        |

Note
- ^1 – Include un punct pentru cel mai rapid tur.[12]

## Clasamentele campionatelor după cursă
|        | Poz. | Pilot            | Pct. |
| ------ | ---- | ---------------- | ---- |
|        | 1    | Max Verstappen   | 44   |
|        | 2    | Sergio Pérez     | 43   |
|        | 3    | Fernando Alonso  | 30   |
|        | 4    | Carlos Sainz Jr. | 20   |
|        | 5    | Lewis Hamilton   | 20   |
| Sursa: |      |                  |      |

|        | Poz. | Constructor                  | Pct. |
| ------ | ---- | ---------------------------- | ---- |
|        | 1    | Red Bull Racing-Honda RBPT   | 87   |
|        | 2    | Aston Martin Aramco-Mercedes | 38   |
|        | 3    | Mercedes                     | 38   |
|        | 4    | Ferrari                      | 26   |
| 1      | 5    | Alpine-Renault               | 8    |
| Sursa: |      |                              |      |

- Notă: Doar primele cinci locuri sunt prezentate în ambele clasamente.